# Ozawa Keijiro
Keijiro Ozawa (sinh ngày 23 tháng 5 năm 1978) là một cầu thủ bóng đá người Nhật Bản.

## Sự nghiệp câu lạc bộ
Keijiro Ozawa đã từng chơi cho Ventforet Kofu.